# Sierra de Béjar
Sierra de Béjar är en bergskedja i Spanien. Den ligger i den centrala delen av landet, 170 km väster om huvudstaden Madrid.